# Ernest Aljančič
Ernest »Nestl« Aljančič, slovenski hokejist in hokejski funkcionar, * 5. maj 1945, Ljubljana, † avgust 2021, Ljubljana
Ernest Aljančič je bil petnajst sezon hokejist HK Olimpija Ljubljana, šest tekem je odigral tudi za jugoslovansko reprezentanco. V mladih letih je igral še v mladinski rokometni jugoslovanski reprezentanci, kasneje je deloval tudi v Smučarski zvezi Slovenije, po izobrazbi pa je pravnik. 
Leta 1994 je prevzel podpredsedniško mesto na Hokejski zvezi Slovenije, leta 1997 pa je bil prvič izvoljen za predsednika s troletnim mandatom in za člana Olimpijskega komiteja Slovenije. Leta 2006 je vodenje hokejske zveze prevzel Damjan Mihevc, Aljančič pa je bil imenovan za častnega predsednika Hokejske zveze Slovenije, katere vodenje je začasno ponovno prevzel leta 2009, oktobra 2010 ga je zamenjal Matjaž Rakovec.